# Ocica lutescens
Ocica lutescens är en insektsart som beskrevs av Walker, F. 1869. Ocica lutescens ingår i släktet Ocica och familjen vårtbitare. Inga underarter finns listade i Catalogue of Life.